# Halterofilismo nos Jogos Olímpicos de Verão de 2004 - Até 77 kg masculino
A competição da categoria até 77 kg masculino do halterofilismo nos Jogos Olímpicos de Verão de 2004 realizou-se no dia 19 de agosto em Atenas. Um total de 25 atletas participaram da competição.
Em 12 de fevereiro de 2013, o Comitê Olímpico Internacional cassou a medalha do russo Oleg Perepetchonov por ter sido constatado clenbuterol em um novo exame antidoping. Reyhan Arabacıoğlu herdou a medalha de bronze a 30 de maio do mesmo ano.

## Medalhistas
| Ouro   | TUR Taner Sağır        |
| Prata  | KAZ Serguei Filimonov  |
| Bronze | TUR Reyhan Arabacıoğlu |

## Resultados
| Pos. | Nome                        | Arranco (kg) | Arremesso (kg) | Total (kg) |
| ---- | --------------------------- | ------------ | -------------- | ---------- |
| 1    | TUR Taner Sağır             | 172,5        | 202,5          | 375,0      |
| 2    | KAZ Serguei Filimonov       | 172,5        | 200,0          | 372,5      |
| 3    | TUR Reyhan Arabacıoğlu      | 165,0        | 195,0          | 360,0      |
| 4    | GRE Viktor Mitrou           | 160,0        | 200,0          | 360,0      |
| 5    | IRI Hossein Barkhah         | 160,0        | 197,5          | 357,5      |
| 6    | HUN Attila Feri             | 155,0        | 200,0          | 355,0      |
| 7    | BUL Ivan Stoitsov           | 155,0        | 200,0          | 355,0      |
| 8    | QAT Nader Sufyan Abbas      | 160,0        | 195,0          | 355,0      |
| 9    | KOR Kim Kwang Hoon          | 155,0        | 195,0          | 350,0      |
| 10   | ROU Sebastian Ioan          | 155,0        | 190,0          | 345,0      |
| 11   | VEN Octavio Mejias          | 155,0        | 187,5          | 342,5      |
| 12   | ALB Theoharis Trasha        | 160,0        | 182,5          | 342,5      |
| 13   | GER Ingo Steinhöfel         | 150,0        | 185,0          | 335,0      |
| 14   | SVK Rudolf Lukac            | 147,5        | 187,5          | 335,0      |
| 15   | LBA Mohamed Eshtiwi         | 155,0        | 180,0          | 335,0      |
| 16   | EGY Mohamed El Tantawy      | 145,0        | 182,5          | 327,5      |
| 17   | COL Carlos Hernan Andica    | 142,5        | 180,0          | 322,5      |
| 18   | USA Chad Vaughn             | 145,0        | 175,0          | 320,0      |
| 19   | GER Rene Hoch               | 142,5        | 170,0          | 312,5      |
| 20   | SAM Uati Maposua            | 125,0        | 155,0          | 280,0      |
| —    | ARM Guevorg Alexanian       | 162,5        | —              | DNF        |
| —    | POL Krzysztof Szramiak      | 160,0        | —              | DNF        |
| —    | ROU Vasile Claudiu Heghedus | —            | —              | DNF        |
| —    | CHN Zhan Xugang             | —            | —              | DNF        |
| DSQ  | RUS Oleg Perepetchenov      | 170,0        | 195,0          | 365,0      |